# Nayong
Nayong (纳雍县,  Nàyōng Xiàn) ist ein chinesischer Kreis in der Provinz Guizhou. Er gehört zum Verwaltungsgebiet der Stadt Bijie. Die Fläche beträgt 2.441 Quadratkilometer und die Einwohnerzahl 685.500 (Stand: Ende 2018).